# 曼彻斯特大学
曼徹斯特大學（英語：The University of Manchester）是一所位於英國曼徹斯特的公立研究型大學。曼大是英國的9所紅磚大學之一，亦為英國羅素集團的創始成員。曼大是英國最大的單一校址大學，佔地共270公頃，其校園坐落在貫穿市中心南北的牛津路上，並擁有229座教學設施。曼徹斯特大學圖書館為全英第三大學術類圖書館，僅次於牛津大學和劍橋大學。曼大其餘設施包括曼徹斯特博物館、卓瑞爾河岸天文台及約翰·萊蘭茲圖書館等地標性建築。財政方面，曼徹斯特大學於2017/2018年總收入為10億英鎊，其中近3億英鎊為外來贊助研究經費。
現在的曼徹斯特大學成立於2004年，是由曼徹斯特科技大學與曼徹斯特維多利亞大學合併而成的。在此之前的一個世紀裡，這兩所大學一直緊密合作。曼徹斯特科技大學起源於成立於1824年的曼徹斯特機械學院，而曼徹斯特維多利亞大學的前身曼徹斯特皇家醫學院也是成立於1824年。故此，現今的曼徹斯特大學將1824年視為其創始年份。
按學生人數計算，曼徹斯特大學是英國第三大大學，每年平均收到超過九萬二千份本科入學申請，使其成為英國最受歡迎的大學。曼徹斯特大學是羅素集團、N8研究合作聯盟和總部位於美國的大學研究協會成員。 曼徹斯特大學及其前身機構，在過去和現在的學生和教職員中，共有26名諾貝爾獎得主，是英國所有大學中數量第四高的大學。

## 歷史

### 創校歷程（1824年—2004年）
今日的曼徹斯特大學是由歷史悠久的曼徹斯特科技大學（正式名稱為曼徹斯特大學科學及技術學院）與曼徹斯特維多利亞大學於2004年合併而成。
曼徹斯特大學歷史可追溯至1824年成立在全世界第一個工業城市曼徹斯特的曼徹斯特機械學院（為之後的曼徹斯特科技大學），由化學家約翰·道爾頓與曼徹斯特商人與工業巨擘籌資建設，目的在於教導工人基礎的科學。1883年，學院更名曼徹斯特市立技術學校。1905年，曼徹斯特市立技術學校獲得曼徹斯特維多利亞大學技術學院名義，頒授曼徹斯特維多利亞大學的學士及碩士學位，學校校長同時擔任大學技術學院院長，該校亦與曼徹斯特維多利亞大學達成協議，分享技術學院的教授。1918年更名曼徹斯特市立技術學院。1955年7月29日，學院獲頒授皇家特許狀，更名曼徹斯特科學及技術學院，並獲得英國大學教育資助委員會資助辦學。1956年8月1日，曼徹斯特市議會將所有市立技術學院資產轉移至新學院。1966年，學院更名「曼徹斯特大學科學及技術學院」，學院繼續擁有曼徹斯特維多利亞大學技術學院名義，學生繼續獲頒發曼徹斯特維多利亞大學學位。1994年，學院獲獨立大學地位並可自行頒授學位。在2004年合校前百餘年來培育了眾多諾貝爾獎級的科學家。
曼徹斯特維多利亞大學則創辦於1851年，當時稱作歐文斯學院（Owens College），名字來自一位紡織商人約翰·歐文斯，他用96,294英鎊創辦了這所學院，1873年該校遷至現址。1880年，該校被授予皇家憲章，並成為新成立的維多利亞大學之第一間成員院校。其後，利物浦大學學院和里茲約克郡學院分別於1884年和1887年加入維多利亞大學。1903年，利物浦大學學院脫離維多利亞大學，單獨成立為利物浦大學；而1904年，約克郡學院亦脫離維多利亞大學，成立為里茲大學。此後曼徹斯特分校作為維多利亞大學的殘餘部分，易名曼徹斯特維多利亞大學，也常被簡稱為曼徹斯特大學。在其與曼徹斯特科技大學合併前，有一萬八千多名全日制學生，是英國最為著名的研究型大學之一。
曼徹斯特維多利亞大學與曼徹斯特科技大學於2003年3月達成合併之共識。2004年10月22日，兩校正式合併，曼徹斯特大學就此誕生。在合併之前，曼徹斯特維多利亞大學和曼徹斯特科技大學的前教職員和畢業生中共有23位諾貝爾獎得主，2004年合校後又增加了3位諾貝爾獎得主。曼徹斯特在科學方面傳統上表現出色；它是原子核本質由歐內斯特·盧瑟福發現的地方，世界上第一台電子存儲程序計算機就是在該大學建造的。與該大學有關的知名科學家包括物理學家歐內斯特·卢瑟福，奧斯本·雷諾茲，尼爾斯·玻爾，詹姆斯·查德威克，亞瑟·舒斯特，漢斯·格里爾，歐內斯特·馬斯登和巴爾富爾·斯圖爾特。在其他領域，如數學，保羅·埃爾多什，霍雷斯·蘭姆和艾倫·圖靈有所貢獻；在哲學方面，塞繆爾·亞歷山大，路德維希·維特根斯坦和阿拉斯代爾·麥金泰爾也有貢獻。作家安東尼·伯吉斯，普利兹克獎和英國皇家建築師協會史特靈獎獲獎建築師諾曼·福斯特和作曲家彼得·马克斯韦尔·戴维斯都曾就讀於曼徹斯特大學或在該校工作。

### 合校至今（2004年至今）
現在的曼徹斯特大學於2004年10月1日正式成立，並由英國伊麗莎白二世女王向其授予新的皇家特許狀。曼徹斯特大學在2005年獲得首屆泰晤士高等教育年度大學榮譽後，再於2006年被評為星期日泰晤士報年度大學。新大學的創校校長是艾倫·吉爾伯特，他此前為墨爾本大學的校長，並於2009至2010學年結束時退休。2011年至2015年間，大學擴建了校園，並成立了曼徹斯特癌症研究中心和國家石墨烯研究所等尖端設施，從而鞏固了其在石墨烯研究領域的地位並攀升了全球排名。

## 校園設施與建築

曼徹斯特大學校園地圖

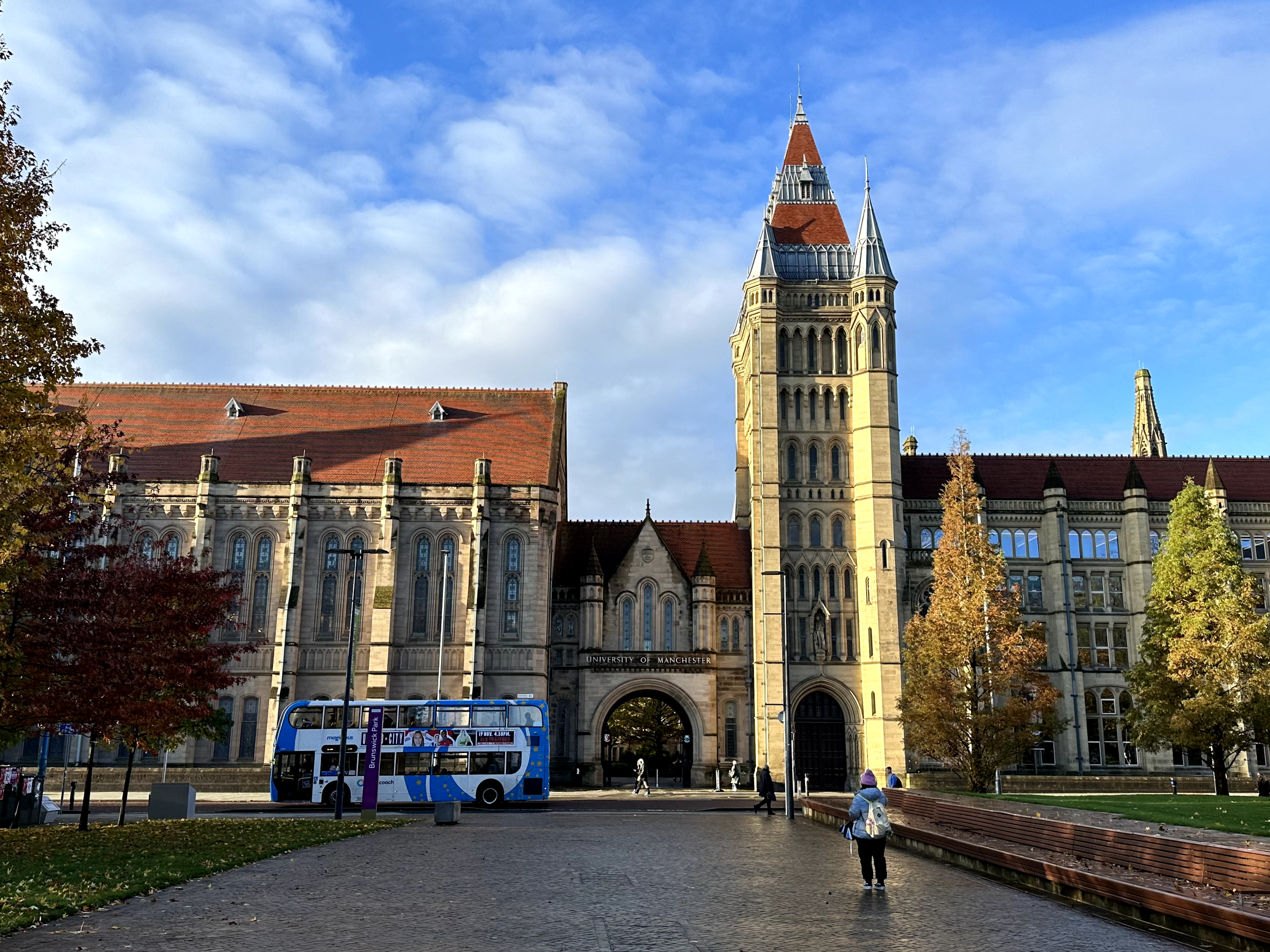
曼徹斯特大學韋和夫樓

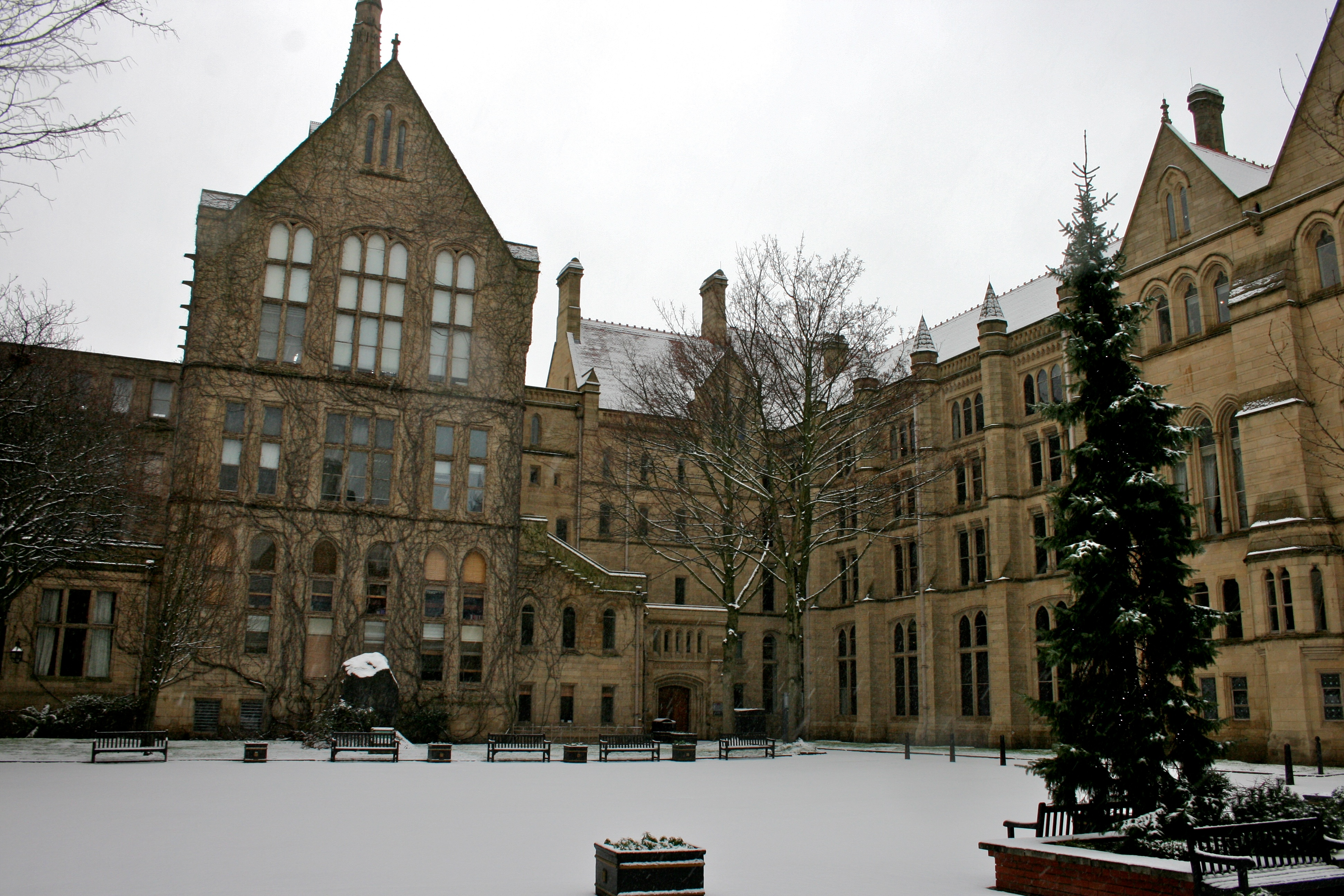
曼徹斯特大學舊方庭

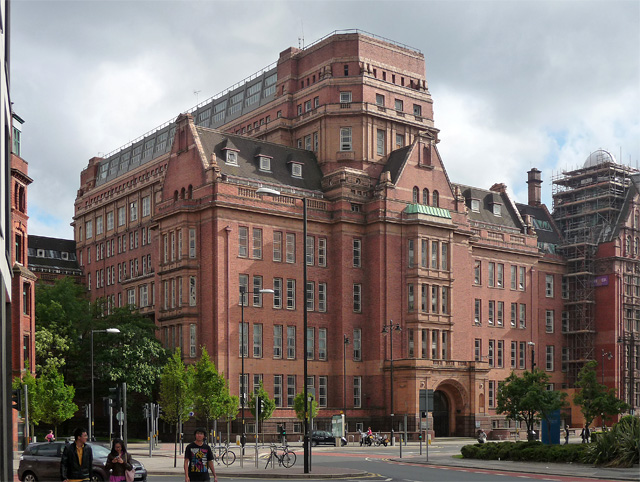
薩克維爾街大樓（Sackville Street Building），原屬曼徹斯特科技大學，現屬曼徹斯特大學

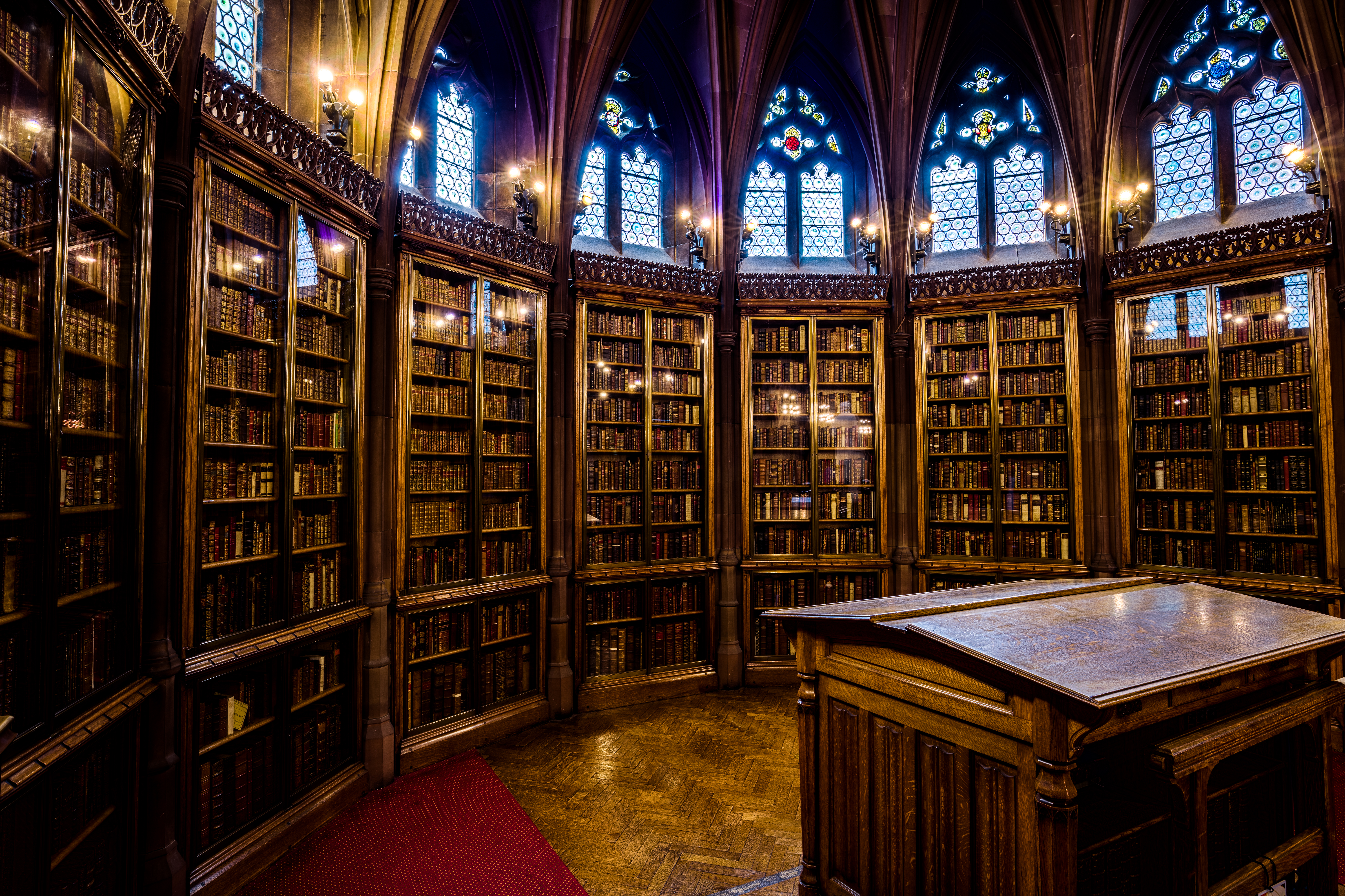
約翰·瑞蘭茲圖書館的閱覽室

有別於校園大學，曼徹斯特大學的建築及設施座落於曼徹斯特市中心各處。曼大整體可略分為沿牛津路一帶而立的南校區及鄰近薩克維爾街的北校區。曼大主要的學生宿舍區位於偏南的法爾洛菲德，其離大學中心地帶約有3.2公里。

### 舊方庭
曼徹斯特大學舊方庭位於牛津路上大學心臟地帶，為眾多哥特式風格的建築所包圍，該建築群之歷史可追溯至歐文斯學院時期，其中大部份出自阿爾弗雷德·沃特豪斯及其子保羅·沃特豪斯的手筆。舊方庭四周歷史最為悠久的建築為約翰·歐文斯大樓，始建於1873年，其曾為曼徹斯特大學及其前身院校的主建築。時至今日，中庭的另外兩側分別為曼徹斯特博物館及韋和夫樓所佔，大學的各類行政辦公室亦聚集該處。此外，舊方庭也是曼大學生行畢業禮時的必經之處。

### 曼徹斯特博物館
曼徹斯特博物館是英國曼徹斯特大學的博物館，位於曼徹斯特市中心的牛津路大學校園。該博物館成立於1867年，是英國最古老的博物館之一，主要展示考古學、人類學和自然史的展品。它擁有世界上最好的古埃及文物收藏之一，以及許多其他重要的考古和自然歷史藏品。該博物館還是一個重要的研究中心，擁有廣泛的研究和教育活動。博物館是一座新哥德式建築，亦是英國最大的大學博物館，每年有大約430,000名遊客到訪。

### 大學圖書館
成立於1972年7月，由曼徹斯特維多利亞大學的圖書館和約翰·萊蘭茲圖書館兩座圖書館合併而成。2004年10月1日，在曼徹斯特理工大學合併入曼徹斯特大學之後，其圖書館也加入曼徹斯特大學圖書館。主圖書館位於曼徹斯特大學的牛津路校區。曼徹斯特大學圖書館是英國的五個國家研究圖書館之一，也是英格蘭北部唯一的國家研究圖書館。

#### 約翰·萊蘭茲圖書館
約翰·萊蘭茲圖書館是位於英國城市曼徹斯特的一座圖書館，外觀為維多利亞時代後期哥德式建築，開業於1900年。現在約翰·萊蘭茲圖書館是曼徹斯特大學圖書館的一部分。1994年，約翰·萊蘭茲圖書館的建築被列入英國一級保護建築。

### 惠特沃斯藝術館
惠特沃斯藝術館毗鄰惠特沃斯公園，自1959年開始成為曼徹斯特維多利亞大學的一部份。惠特沃斯藝術館工程於1889年由約瑟·惠特沃斯從男爵資助，並由曼徹斯特當地律師羅伯特·達畢舍爾的協促下開展，藝術館的第一座建築於1908完工。2013年，藝術館接受了來自英國博彩基金及曼徹斯特大學總數共一千五百萬英鎊的資金後閉館進行重建，並於2015年2月再次向公眾開放。
新藝術館的可遊覽空間為重建前的兩倍，館內現藏有藝術品約六萬件。惠特沃斯藝術館的展品主要為水彩畫、雕塑及編織藝術，並多為現代藝術，其中包括保羅·高更、巴勃羅·畢加索、亨利·摩爾以及大衛·霍克尼等藝術家的作品。
重建後的的惠特沃斯藝術館在其開放首年便有四十四萬人次到訪。藝術館於2015年贏得了由英國藝術基金所頒授的年度博物館獎及其它多個獎項。

## 組織架構

### 院系設置
曼徹斯特大學於2015年6月宣佈其將重組旗下的學院架構，即將原先的4個學院重整為3個。在重整過程中，原先屬於生命科學院的教職員及學生被分編到其它科系。自2016年8月重組完畢後，曼大現有3個學院，分別為生物、醫學與健康學院、科學及工程學院以及人文學部；各學院下細分有不同學院及學系。2019年8月，原科學及工程學院下属之诸学院被拆分至大学科學及工程學院下，重组为系。

#### 生物、醫學及健康學院
生物、醫學及健康學院（英語：Faculty of Biology, Medicine and Health）轄下設有生物科學學院、醫學院和健康科學學院。

#### 科學及工程學院
科學及工程學院（英語：Faculty of Science and Engineering）轄下設有工程學院和自然科學學院。工程學院設有化學工程系、計算機科學系、電機及電子工程系和機械、航空及土木工程系。自然科學學院設有化學系、地球及環境科學系、材料系、數學系和物理及天文系。

#### 人文學院
人文學院（英語：Faculty of Humanities）轄下設有曼徹斯特商學院、藝術、語言及文化學院、社會科學院和環境、教育及發展學院。
另外，曼徹斯特大學人文學院與曼徹斯特都會大學共同營運曼徹斯特建築學院，該校之學生會在兩間大學同時註冊。

### 卓瑞爾河岸天體物理學中心

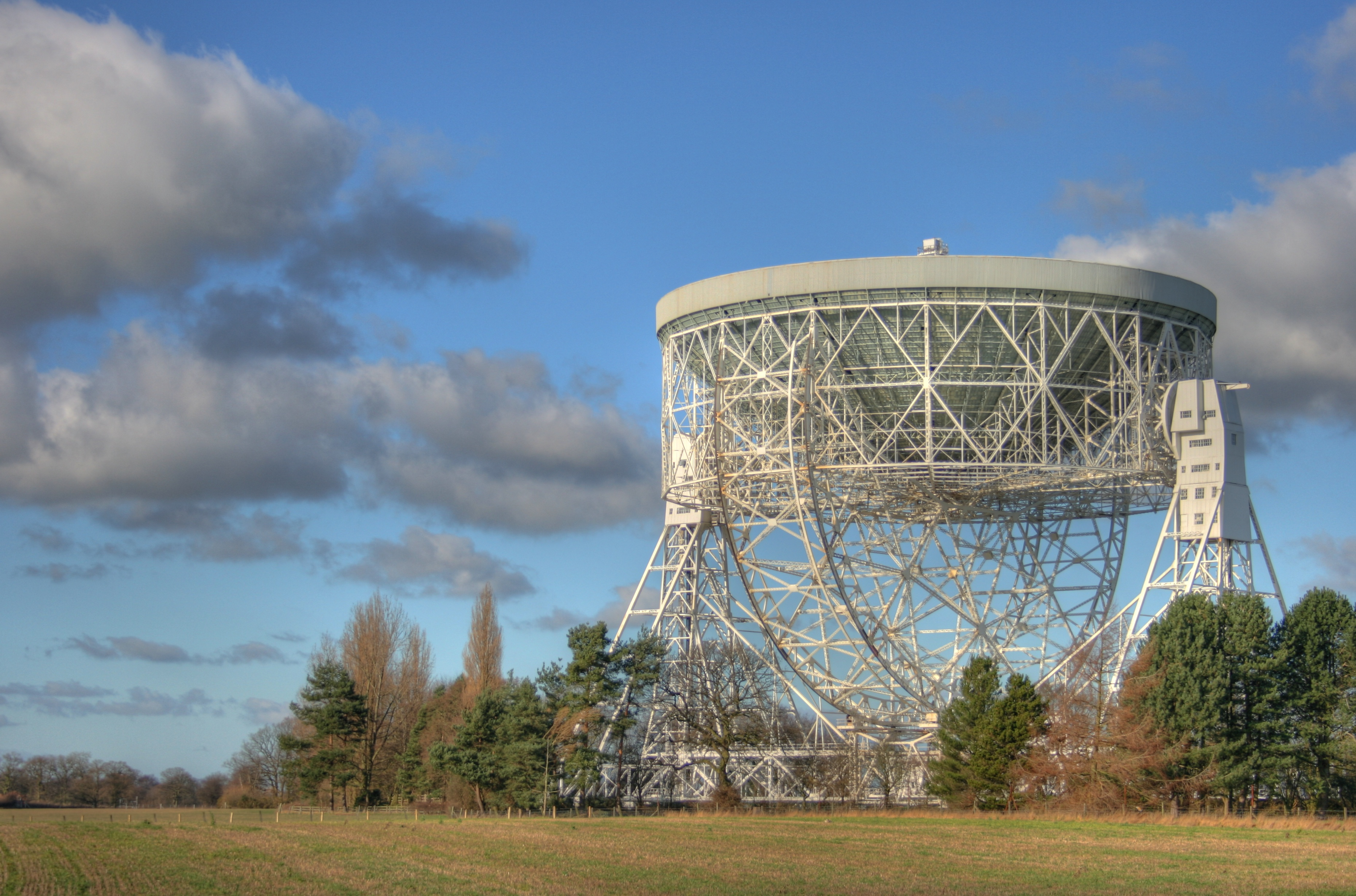
洛弗爾望遠鏡，目前世界上第三大的全動式無線電望遠鏡，位於大學天文台內。

曼徹斯特大學物理及天文系下設卓瑞爾河岸天體物理學中心，負責管理卓瑞爾河岸天文台的營運。天文台位於英國柴郡，其主要研究領域為無線電天文學，主要觀測設施為洛弗爾望遠鏡及馬克II型無線電望遠鏡，於2019年獲列入世界遺產。

### 大學出版社
曼徹斯特大學出版社於1903年成立，初期只出版由維多利亞大學學者所作之學術研究。現今座落在市中心的曼大出版社在歷史上曾多次因為曼大的校園建設計劃而遷移，並曾將其總部設於大學牙科醫院及醫學院舊址。今日的曼大出版社依然為曼大出版教科書、專著及學術期刊，同時亦為國際學者提供出版服務。 曼大出版社目前為全英第三大大學出版社，僅次於牛津大學出版社及劍橋大學出版社。
曼大出版社於多年前已加入諸如Knowledge Unlatched等開放取用計劃，以使公眾得以自由存取各類學術文章。

## 校園生活

### 學生會
曼徹斯特大學學生會是英國最大的大學學生會，其由曼大前身兩所大學各自的學生會合併而來。與其它大學學生會不同的是，曼大學生會不設主席，而由8名幹事共同管理。英國前財政部秘書長、伯明翰霍奇希爾地區議員連姆·伯恩曾於1992至93年間擔任曼大學生會通訊幹事。
曼徹斯特大學學生會總部設於史蒂夫·比科大樓，該大樓以南非著名反種族隔離者史蒂夫·比科命名。大樓內設有餐廳 、 咖啡廳 、印刷店及髮廊等商鋪。曼大學生會另擁有名為「曼徹斯特學院」一音樂廳；不少流行樂明星曾在該音樂廳演出，包括英國搖滾樂團繆斯、平克·佛洛伊德及美國創作歌手王子等人。
曼徹斯特大學學生會有自己的電台。該電台名為Fuse FM，於2001年2月15日清晨6時進行首播。Fuse FM的播報員曾於2005至2007年間三獲國家學生電台獎。此外，曼大學生會亦編纂有名為The Mancunion的學生報。該報讀者數量有兩萬人左右，為全歐洲最大的學生報。
除了各類傳統的學生社團外，曼徹斯特大學學生會於1996年設立了其下屬的辯論會，該會曾於2013年夏天舉辦歐洲大學辯論錦標賽。

### 體育運動
曼徹斯特大學提供超過80個健康及健身課程；超過三千名學生為44個不同體育項目俱樂部的成員﹐這些項目包括足球、板球、曲棍球、袋棍球、籃球、欖球、籃網球等，各科系隊會在大學的校內聯賽競爭。
如同牛津大學與劍橋大學的年度體育比賽一樣，曼大每年都與利物浦大學及利茲大學於克萊斯蒂盃中的各項賽事進行角逐。自1989年該賽事創辦以來，曼大嬴得了19次總冠軍，並在2002至2010年間取得了八連冠。此外﹐曼大亦有參與英國大學院校體育比賽，並常年位居榜單前十。

### 大學問答挑戰賽
曼徹斯特大學在由獨立電視台主辦，於英國廣播公司第二台播放的大學問答挑戰賽中表現優異。在這項至今有55年歷史的大學生問答比賽中，曼大共獲得過4次冠軍，與牛津大學莫德林學院並列第一。
曼大在2006年的決賽中擊敗了劍橋大學三一學堂歷史首次奪冠。次年，曼大在決賽中負於華威大學獲得亞軍。在2009年，曼大在決賽中面對牛津大學基督聖體學院並以190比275告負；其後，由於牛津方因一參賽者被發現其於比賽播出時已畢業八個月而被取消資格，冠軍頭銜因而轉授予曼大。
曼大缺席了2011年的比賽，並在2012年及2013年分別擊敗了劍橋大學彭布羅克學院及倫敦大學學院連續封王。該次衛冕是該比賽史上僅有的兩次衛冕之一，另一次由牛津大學莫德林學院於1997至1998年締造。

## 學術聲譽
自2004年的合併後，新成立的曼徹斯特大學常年位於世界各大學術排名榜前50位。根據2018年THE世界大學雇主聲譽排名，曼徹斯特大學位居全英第5名。在英國畢業生就業市場研究機構High Flier Research發佈的2018最受頂級雇主青睞大學排名中，曼大位居全英第1名，也是該排名發佈以來唯一一直穩居全英前3的大學。
曼徹斯特大學綜合學術實力出色，在2024年的QS世界大學排名及2023年泰晤士高等教育世界大學排名中，曼大分別排名32（全英第6）及54（全英第8）。在由泰晤士高等教育於2021的世界大學影響力排名中，曼大位列全球第1。迄今，曼大校友、教授和研究員中共有25位諾貝爾獎得主；其現任教職員中有4位諾貝爾獎得主，為全英之冠。曼大是英國獲得女王周年獎次數第二多的大學（7次），僅次於牛津大學（10次）。在2014年英國官方組織的研究卓越框架（REF）評估中，曼大的研究實力位居全英第5名，其83%的科研項目被評為「世界領先」或「國際優秀」。此外，曼大旗下的曼徹斯特商業管理學院所提供的MBA課程在2020年的QS全球MBA排名及金融時報全球MBA排名兩個榜單上分列48和45。
根據高等教育統計局所作之統計，曼徹斯特大學於2021/2022學年時連研究生在內共有46,410名學生修讀其所提供之逾1,000個學科種類。曼大擁有全英國最大的學生會及最國際化的學生群體。至今，曼大有約480,000名校友遍佈於190個國家。

## 著名人物
曼徹斯特大學及其前身兩間大學作育不少英才，其著名教授包括計算機科學與人工智能學的創始者艾倫·圖靈。同時，設計世界第一台以電子記憶體存儲程序指令的電腦的Tom Kilburn與Frederic Williams亦曾在曼大就讀。曼大在其它科學領域有杰出貢獻的校友還包括近代原子理論的提出者約翰·道爾頓及被譽為化學工程學科之父的喬治·戴維斯等人。
在政界，曼大校友包括現任愛爾蘭總統麥克·希金斯、坦桑尼亞總統萨米娅·苏卢胡 。另外，第一任以色列總統哈伊姆·魏茨曼曾於該校任教。
藝術與人文方面，20世界最有影響力的哲學家之一的路德維希·維特根斯坦，反烏托邦中篇小說《發條橙》作者安東尼·伯吉斯、著名的計劃生育和女性權益倡導先驅Marie Stopes以及前國際特赦組織秘書長Irene Khan皆曾就讀於曼大。
曼大還有諸如Ben Elton與Rik Mavall等明星校友。英國廣播公司科學類節目主持人布萊恩·考克斯曾在曼大修讀物理學學士及碩士學位；在《新世紀福爾摩斯》中飾演福爾摩斯的班奈狄克·康柏拜區也畢業於曼大，值得一提的是，他在電影 《解碼遊戲》中所飾演的正是前述另一位曼大校友艾倫·圖靈。

### 諾貝爾獎得主列表
曼徹斯特大學共出過26位諾貝爾獎得主（在英國僅次於劍橋大學、牛津大學及倫敦大學學院），其中4位得主為現任教職員。科學史上發現電子、質子、和中子的3位諾貝爾獎得主都曾為曼大的學生或教職員。

#### 物理學獎
- 約瑟夫·湯姆森（1906年），因其對氣體導電的理論和實驗研究而獲獎。
- 威廉·布拉格（1915年），因其用X射線對晶體結構的研究而獲獎。
- 尼爾斯·玻爾（1922年），因其對原子結構以及從原子發射出的輻射的研究而獲獎。
- 查爾斯·威爾遜（1927年），因發明雲室而獲獎。
- 詹姆斯·查德威克（1935年），因發現中子而獲獎。
- 帕特里克·布萊克特（1948年），因改進威爾遜雲室方法及在核物理和宇宙射線領域的發現而獲獎。
- 約翰·科克克洛夫（1951年），因其在用人工加速原子產生原子核嬗變方面的開創性工作而獲獎。
- 漢斯·貝茨（1967年），因其對核反應理論的貢獻，特別是關於恆星中能源的產生的研究發現而獲獎。
- 內維爾·莫特（1977年），因其對磁性和無序體系電子結構的基礎性理論研究而獲獎。
- 安德烈·海姆與康斯坦丁·諾沃肖洛夫（2010年），因其在二維石墨烯材料的開創性實驗而獲獎。

#### 化學獎
- 歐內斯特·盧瑟福（1908年），因其對元素的蛻變以及放射化學所作之研究而獲獎。
- 亞瑟·哈登（1929年），因其對醣類的發酵以及發酵酶的研究而獲獎。
- 華特·哈沃思（1937年），因其對碳水化合物和維生素C的研究而獲獎。
- 喬治德希偉西（1943年），因其對在化學過程研究中使用同位素作為示踪物所作的貢獻而獲獎。
- 羅伯特·羅賓遜（1947年），因其對具有重要生物學意義的植物產物，特別是生物鹼的研究而獲獎。
- 亞歷山大·托德（1957年），因其在核苷酸和核苷酸輔酶研究方面的工作而獲獎。
- 梅爾文·卡爾文（1961年），因其對植物吸收二氧化碳的研究而獲獎。
- 約翰·波拉尼（1986年），因其對研究化學基元反應的動力學過程的貢獻而獲獎。
- 邁克·史密斯（1993年），因其發展了以DNA為基礎的化學研究方法，對建立寡聚核苷酸為基礎的定點突變及其對蛋白質研究的發展的基礎貢獻而獲獎。

#### 經濟學獎
- 约翰·希克斯（1972年），因其對經濟均衡理論和福利理論的所作的先驅貢獻而獲獎。
- 亞瑟·路易斯（1979年），因其在經濟發展方面做出了開創性研究，深入研究了發展中國家在發展經濟中應特別考慮的問題而獲獎。
- 约瑟夫·斯蒂格利茨（2001年），因其對市場信息不對稱所作之研究獲獎。
- 西蒙·约翰逊（2024年），因比較研究不同國家繁榮程度之研究獲獎。

#### 生理或醫學獎
- 阿奇博爾德·希爾（1922年），因發現了肌肉的產熱過程而獲獎。
- 約翰·蘇爾斯頓（2002年），因發現器官發育和細胞程序性死亡的遺傳調控機理而獲獎。